# Кінгстрі (Південна Кароліна)
Кінгстрі (англ. Kingstree) — місто (англ. town) в США, в окрузі Вільямсберг штату Південна Кароліна. Населення — 3244 особи (2020).

## Географія
Кінгстрі розташоване за координатами 33°40′2″ пн. ш. 79°49′45″ зх. д. / 33.66722° пн. ш. 79.82917° зх. д. (33.667142, -79.829164).  За даними Бюро перепису населення США в 2010 році місто мало площу 8,23 км², з яких 8,17 км² — суходіл та 0,06 км² — водойми.

## Демографія
Згідно з переписом 2010 року, у місті мешкало 3328 осіб у 1340 домогосподарствах у складі 801 родини. Густота населення становила 404 особи/км².  Було 1569 помешкань (191/км²).
Расовий склад населення:
| - 67,5 % — чорних або афроамериканців - 29,4 % — білих - 2,4 % — азіатів - 0,1 % — корінних американців |

До двох чи більше рас належало 0,5 %. Частка іспаномовних становила 0,6 % від усіх жителів.
За віковим діапазоном населення розподілялося таким чином: 27,9 % — особи молодші 18 років, 55,2 % — особи у віці 18—64 років, 16,9 % — особи у віці 65 років та старші. Медіана віку мешканця становила 36,5 року. На 100 осіб жіночої статі у місті припадало 80,3 чоловіків;  на 100 жінок у віці від 18 років та старших — 72,0 чоловіків також старших 18 років.
Середній дохід на одне домашнє господарство  становив 42 598 доларів США (медіана — 21 743), а середній дохід на одну сім'ю — 48 015 доларів (медіана — 36 061). За межею бідності перебувало 42,5 % осіб, у тому числі 58,2 % дітей у віці до 18 років та 19,3 % осіб у віці 65 років та старших.
Цивільне працевлаштоване населення становило 1139 осіб. Основні галузі зайнятості: роздрібна торгівля — 18,1 %, мистецтво, розваги та відпочинок — 18,1 %, освіта, охорона здоров'я та соціальна допомога — 12,2 %, публічна адміністрація — 10,0 %.